# Albert Oram, Baron Oram
Albert „Bert“ Edward Oram, Baron Oram (* 13. August 1913 in Winchester, Hampshire (nach anderen Angaben: Burgess Hill, Sussex); † 5. September 1999) war ein britischer Politiker der Co-operative Party-Labour Party, der rund neunzehn Jahre Abgeordneter des House of Commons war und 1976 als Life Peer aufgrund des Life Peerages Act 1958 Mitglied des House of Lords wurde. Als Mitglied der linksgerichteten London Co-operative Society gehörte er zu den Gegner von Kernwaffen, unterstützte aber andererseits 1971 die Gruppe der EG-freundlichen Labour-Abgeordneten, die die Regierung der Conservative Party unter Premierminister Edward Heath beim Beitritt zum europäischen Binnenmarkt. Diese Unterstützung führte jedoch dazu, dass ihm die London Co-Operative Society die Unterstützung versagte und er damit bei den Unterhauswahlen am 28. Februar 1974 nicht erneut antrat.

## Leben

### Studium, Zweiter Weltkrieg und Unterhausabgeordneter
Oram, Sohn eines Schmieds, absolvierte nach dem Besuch der Grammar School in Brighton ein Studium an der London School of Economics (LSE), das er mit einem Bachelor of Arts (B.A.) mit Auszeichnung abschloss. Nach einem darauf folgenden Studium am Institute of Education (IOE) war er von 1936 bis 1942 als Lehrer tätig.
Während des Zweiten Weltkrieges leistete er zwischen 1942 und 1945 seinen Militärdienst in der Royal Artillery der British Army und nahm an Kampfhandlungen in der Normandie sowie Belgien teil. Nach Kriegsende war er von 1946 bis 1955 als Forschungsmitarbeiter in der Zentrale der Co-Operative Party tätig.
Oram kandidierte bei den Wahlen am 5. Juli 1945 im Wahlkreis Lewes erstmals für ein Abgeordnetenmandat im Unterhaus, unterlag aber seinem Gegenkandidaten von den konservativen Tories, Tufton Beamish. Während Beamish auf 26.176 Wählerstimmen (51,26 Prozent) kam, entfielen auf Oram lediglich 18.511 Stimmen (36,25 Prozent). 
Bei den Unterhauswahlen vom 26. Mai 1955 wurde er dann als Kandidat der Co-Operative Party-Labour Party im Wahlkreis East Ham South erstmals als Abgeordneter in das House of Commons gewählt.
Oram gehörte zu den frühen Gegnern von Kernwaffen und beharrte darauf, dass „die Debatte um die Wasserstoffbombe alle anderen politischen und moralischen Debatten unserer Zeit und möglicherweise in der Menschheitsgeschichte übertrifft… aus moralischen Gründen halte ich den Verzicht auf die Wasserstoffbombe für dieses Land für neun Zehntel als erwiesen“ (‚the H-bomb debate transcends all other political and moral debates in our lifetime and perhaps in human history… on moral grounds I find the case for this country renouncing the H-bomb proven about nine-tenths of the way‘). Wenngleich er sich für eine Ausbreitung der Abrüstungsbefürworter innerhalb der Labour Party einsetzte, sprach er sich jedoch gegen eine Spaltung der Partei in Abrüstungsbefürworter und Gegner nach dem 1960 in Scarborough abgehaltenen Parteitag aus.
1961 besuchte er die Leipziger Herbstmesse mit einer Delegation von Abgeordneten der Labour-Party, die neben ihm aus Leslie Plummer, Barbara Castle, Frederick Lee und Arthur Lewis bestand. Die Delegation führte dabei Gespräche mit Vize-Außenminister Johannes König und Handelsminister Heinrich Rau über die Handelsbeziehungen zur DDR.
Er gehörte dem Unterhaus bis zu seinem Verzicht auf eine erneute Kandidatur bei den Unterhauswahlen am 28. Februar 1974 an. Der Grund für seinen Rücktritt war, dass ihm sein Ortsverein, die London Co-Operative Society, die Unterstützung versagte, nachdem er die Gruppe der EG-freundlichen Labour-Abgeordneten, die die Regierung der Conservative Party unter Premierminister Edward Heath beim Beitritt zum europäischen Binnenmarkt unterstützt hatte.

### Juniorminister und Oberhausmitglied
Während der Amtszeit von Premierminister Harold Wilson fungierte er zwischen 1964 und 1969 als Parlamentarischer Sekretär (Parliamentary Secretary) im Ministerium für überseeische Entwicklung (Ministry of Overseas Development) und war damit einer der engsten Mitarbeiter der damaligen Minister Barbara Castle, Anthony Greenwood, Arthur Bottomley und Reg Prentice.
In diese Zeit fiel im November 1965 auch seine wichtigste Reise als Begleiter von Premierminister Wilson nach Salisbury, um Ian Smith, den Führer der weißen Minderheit und damaligen Premierminister von Südrhodesien, von einer einseitigen Erklärung der Souveränität des Landes abzuhalten. Dies gelang jedoch nicht, so dass es am 11. November 1965 zur Gründung von Rhodesien kam, das allerdings international nicht anerkannt wurde. Zugleich arbeitete er mit dem aus Deutschland stammenden Ökonomen Ernst Friedrich Schumacher zusammen, um gemeinsam angepasste Technologien zu entwickeln, die für Entwicklungsländer geeignet sind.
Nach seinem Ausscheiden aus der Regierung war Oram von 1971 bis 1973 als Koordinator für Entwicklungsprogramme der International Co-operative Alliance (ICA) tätig, eine unabhängige, nichtstaatliche Organisation, die weltweit Genossenschaften vereinigt, vertritt und dient.
Nachdem er 1974 aus dem Unterhaus ausgeschieden war, arbeitete Oram bis Anfang 1976 als Manager für Entwicklungshilfe bei der 1966 gegründeten Intermediate Technology Development Group (ITDG), aus der die heutige Entwicklungshilfeorganisation Practical Action hervorging.
Durch ein Letters Patent vom 22. Januar 1976 wurde Oram als Life Peer mit dem Titel Baron Oram, of Brighton in the County of East Sussex, in den Adelsstand erhoben und gehörte bis zu seinem Tod dem House of Lords als Mitglied an. Während seiner Mitgliedschaft im Oberhaus fungierte er zwischen 1976 und 1978 als sogenannter Lord-in-Waiting und damit als Parlamentarischer Geschäftsführer der regierenden Labour-Fraktion (Government Whip). Danach war er von 1978 bis 1981 Vorsitzender der Co-operative Development Agency.

## Veröffentlichungen
- Battle for output: a consumer view. A Co-operative commentary on the Economic Survey for 1947, Reynolds News, 1947[5]
- Changes in China, Mitautorin Nora Stettner, 1987